# Chusaris olearia
Chusaris olearia är en fjärilsart som beskrevs av Bethune-Baker 1908. Chusaris olearia ingår i släktet Chusaris och familjen nattflyn. Inga underarter finns listade i Catalogue of Life.